# زمین‌لرزه ۲۰۱۰ پاپوآ
زمین‌لرزه پاپوآ  در تاریخ ۱۶ ژوئن ۲۰۱۰ میلادی، برابر با ‎۲۶ خرداد ۱۳۸۹، ساعت ۰۳:۱۶:۲۷٫۵ به زمان یوتی‌سی در اندونزی ، منطقه پاپوآ رخ داد.ژرفای این زلزله ۱۸٫۰ کیلومتر بود. بزرگی آن ۷٬۰ در مقیاس Mw بدست آمده‌است.
پروژهٔ جهانی تنسور گشتاور مرکزوار پارامتر زمان مرکزوار زمین‌لرزه را با اختلاف ۱۱٫۸ ثانیه نسبت به زمان رخداد اشاره شده در بالا و مختصات مرکزوار را در ۱°۵۲′جنوبی ۱۳۶°۲۲′شرقی / ۱٫۸۷°جنوبی ۱۳۶٫۳۶°شرقی محاسبه کرد و همچنین، ژرفا در ۱۲٫۰ کیلومتر ثابت شده‌است. در این محاسبات زاویه‌های (راستا، شیب، ریک) گسل سازندهٔ زمین‌لرزه و صفحه عمود بر آن برابر با (°۳۳۲، °۸۰، °-۱۷۲) یا (°۲۴۱، °۸۲، ° -۱۰) حاصل شده‌است.